# Thanatologie
La thanatologie (du grec ancien thanatos, qui chez les grecs était le dieu de la mort, et logos, « discours, science ») est la science de la mort ou en d’autres termes l’étude de la mort. Elle étudie les mécanismes et les aspects médico-légaux de la mort, tels que les changements corporels qui accompagnent la mort et la période post-mortem, ainsi que des aspects sociaux plus larges liés à la mort. Cette science académique fait appel à de nombreuses disciplines universitaires, comme la médecine (en particulier la médecine légale), la biologie, la sociologie, la théologie, l'art et la littérature, l'archéologie ou encore l'anthropologie. 
À distinguer les usages du terme entre le français canadien et le français utilisé en France. Au Canada, la profession du thanatologue touche les emplois liés au monde funéraire. Ces derniers sont très diversifiés, à commencer par être embaumeur ou thanatopracteur, conseiller funéraire, intervenant en suivi de deuil, directeur funéraire, préposé à la crémation, préposé au transport ou à l’accueil ainsi que directeur ou administrateur de funérarium. 
En France, le terme visera plutôt les personnes étudiant les attitudes face à la mort grâce aux disciplines universitaires suscitées sans pour autant être lié aux métiers des pompes funèbres qui sont encadrés par le CGCT, le Code Général des Collectivités Territoriales.

## Histoire
La naissance de cette discipline universitaire est créditée au scientifique russe Ilya Ilitch Metchnikov qui préconise en 1903 que sans une attention systématique à la mort, les sciences de la vie ne seraient pas complètes,. La thanatologie reste peu étudiée mais connaît un regain d'intérêt après la Seconde Guerre mondiale qui voit le monde hanté par les souvenirs des nombreuses victimes, notamment celles de la bombe atomique. Au cours de cette période de réflexion, de nombreux philosophes existentialistes examinent les questions de vie ou de mort, en particulier Herman Feifel, psychologue américain qui publie en 1959 son livre Le sens de la mort (The Meaning of Death).
En France, la discipline doit son essor aux travaux du chercheur Louis-Vincent Thomas qui est considéré comme le fondateur de la thanatologie. 